# Coactor
Coactor era el nom romà que s'aplicava als recaptadors de diverses classes, per exemple als ajudants dels publicans (publicani) que tenien o administraven terres, o els que recaptaven taxes per compte de l'estat romà.
També tenien aquest nom els que recollien els diners dels compradors en vendes i subhastes públiques. Tanmateix s'anomenva coactors als prestadors de diners, perquè recollien els deutes. El coactor més conegut va ser probablement el pare d'Horaci, que treballava per un publicanus.